# Рокка-ді-Нето
Рокка-ді-Нето (італ. Rocca di Neto, сиц. Rocca di Nietu) — муніципалітет в Італії, у регіоні Калабрія,  провінція Кротоне.
Рокка-ді-Нето розташована на відстані близько 490 км на південний схід від Рима, 50 км на північний схід від Катандзаро, 16 км на північний захід від Кротоне.
Населення — 5696 осіб (2014).
Щорічний фестиваль відбувається 11 листопада. Покровитель — святий Мартин.

## Демографія
Населення за роками:

Станом на 1 січня 2023 року в муніципалітеті офіційно проживало 406 іноземців з 19 країн, серед них 285 громадян країн Євросоюзу та 14 громадян України.

## Сусідні муніципалітети
- Бельведере-ді-Спінелло
- Казабона
- Кротоне
- Санта-Северина
- Скандале
- Стронголі